# Phytomyptera bohemica
Phytomyptera bohemica är en tvåvingeart som först beskrevs av Kramer 1907.  Phytomyptera bohemica ingår i släktet Phytomyptera och familjen parasitflugor. Arten är reproducerande i Sverige. Inga underarter finns listade i Catalogue of Life.